# Elizabeth Kenny
Elizabeth Kenny (20 septembre 1880 à Warialda, Australie – 30 novembre 1952 à Toowoomba, Australie) est une infirmière autodidacte australienne qui a fait la promotion de traitements controversés pour la poliomyélite, aux temps où la vaccination n'avait pas pratiquement éradiqué cette maladie. Son approche basée sur l'exercice des muscles atteints, plutôt que leur immobilisation, fait d'elle l'une des fondatrices de la physiothérapie.

## Hommages
Le cratère vénusien Kenny a été nommé en son honneur.

## Filmographie
Dudley Nichols, Sister Kenny, 1946, 105 minutes. 